# University of Wisconsin-Madison Women's Volleyball 2020
Questa voce raccoglie le informazioni riguardanti la University of Wisconsin-Madison Women's Volleyball nella stagione 2020.

## Stagione
La University of Wisconsin-Madison partecipa alla Big Ten Conference, aggiudicandosi il secondo titolo di conference consecutivo, complessivamente il settimo, da imbattuta.
Si qualifica al torneo di NCAA Division I, interamente tenutosi al CHI Health Center Omaha di Omaha, come testa di serie numero 1, che le permette di scendere in campo direttamente al secondo turno, dove elimina senza problemi la Weber State. Nella semifinale regionale le Badgers si sbarazzano in tre set della Brigham Young, testa di serie numero 16, conquistando l'accesso alla Final-4 dopo aver vinto nella finale regionale una battaglia di cinque set contro la Florida, testa di serie numero 8. 
La corsa per il titolo della Wisconsin si ferma alle semifinali nazionali, perdendo per 3-0 contro la Texas, testa di serie numero 4.

## Organigramma societario
Area direttiva
- Presidente: Barry Alvarez

Area organizzativa
- Direttore delle operazioni: Jessica Williams
- Brand manager: Bianca Miceli

Area tecnica
- Allenatore: Kelly Sheffield
- Assistente allenatore: Brittany Dildine, Gary White
- Assistente allenatore volontario: Mackenzie Long
- Coordinatore tecnico: Annemarie Hickey
- Preparatore atletico: Kristen Walker, Kevin Schultz
- Video producer: Bianca Miceli

## Rosa
| N° | Nome                | Ruolo | Data di nascita  | Nazionalità sportiva | Anno             |
| -- | ------------------- | ----- | ---------------- | -------------------- | ---------------- |
| 1  | Lauren Barnes       | L     | 29 giugno 1999   | Stati Uniti          | Senior           |
| 2  | Sydney Hilley       | P     | 24 luglio 1998   | Stati Uniti          | Senior           |
| 3  | Anna MacDonald      | L     | 13 novembre ?    | Stati Uniti          | Sophomore        |
| 4  | Elizabeth Gregorski | S     | 31 luglio ?      | Stati Uniti          | Freshman         |
| 6  | Madison Hammill     | P     | 22 aprile ?      | Stati Uniti          | Freshman         |
| 7  | Giorgia Civita      | L     | 29 giugno ?      | Italia               | Senior           |
| 9  | Courtney Gorum      | C     | 31 marzo ?       | Stati Uniti          | Freshman         |
| 10 | Devyn Robinson      | C     | 9 luglio 2002    | Stati Uniti          | Sophomore        |
| 11 | Isabella Ashburn    | P     | 11 novembre 2000 | Stati Uniti          | Sophomore        |
| 12 | Nicole Shanahan     | C     | 22 ottobre ?     | Stati Uniti          | Senior           |
| 13 | Julia Wohlert       | C     | 5 gennaio ?      | Stati Uniti          | Sophomore        |
| 15 | Jade Demps          | S     | 17 ottobre ?     | Stati Uniti          | Freshman         |
| 16 | Dana Rettke         | C     | 21 gennaio 1999  | Stati Uniti          | Senior           |
| 18 | Danielle Hart       | C     | 28 giugno 1999   | Stati Uniti          | Junior           |
| 21 | Grace Loberg        | S     | 11 marzo 1999    | Stati Uniti          | Senior           |
| 23 | Molly Haggerty      | S     | 4 dicembre 1997  | Stati Uniti          | Senior           |
| 31 | Deahna Kraft        | S     | 11 ottobre ?     | Stati Uniti          | Graduate student |

## Mercato
| Acquisti | Acquisti        | Acquisti                | Acquisti   |
| R.       | Nome            | da                      | Modalità   |
| -------- | --------------- | ----------------------- | ---------- |
| P        | Madison Hammill | Center Grove HS         | definitivo |
| L        | Giorgia Civita  | Wichita State           | definitivo |
| S        | Jade Demps      | Needham B. Broughton HS | definitivo |
| S        | Deahna Kraft    | Pepperdine              | definitivo |

| Cessioni | Cessioni       | Cessioni            | Cessioni   |
| R.       | Nome           | a                   | Modalità   |
| -------- | -------------- | ------------------- | ---------- |
| P        | Mallory Dixon  | South Carolina      | definitivo |
| L        | Riley Bell     | -                   | ritirata   |
| L        | Sarah Dodd     | -                   | ritirata   |
| O        | Madison Duello | Sm'Aesch Pfeffingen | definitivo |
| L        | Tiffany Clark  | Athletes Unlimited  | definitivo |
| L        | Emma Whitehead | -                   | ritirata   |
| L        | Mary Dodge     | -                   | ritirata   |

## Statistiche

### Statistiche di squadra
| Competizione                       | Punti | In casa | In casa | In casa | In trasferta | In trasferta | In trasferta | Campo neutro | Campo neutro | Campo neutro | Totale | Totale | Totale |
| Competizione                       | Punti | G       | V       | P       | G            | V            | P            | G            | V            | P            | G      | V      | P      |
| ---------------------------------- | ----- | ------- | ------- | ------- | ------------ | ------------ | ------------ | ------------ | ------------ | ------------ | ------ | ------ | ------ |
| Big Ten Conference NCAA Division I | .947  | 8       | 8       | 0       | 7            | 7            | 0            | 4            | 3            | 1            | 19     | 18     | 1      |
| Totale                             | .947  | 8       | 8       | 0       | 7            | 7            | 0            | 4            | 3            | 1            | 19     | 18     | 1      |

G = partite giocate; V = partite vinte; P = partite perse

### Statistiche dei giocatori
| Giocatrice   | Big Ten Conference NCAA Division I | Big Ten Conference NCAA Division I | Big Ten Conference NCAA Division I | Big Ten Conference NCAA Division I | Big Ten Conference NCAA Division I | Totale | Totale | Totale | Totale | Totale |
| Giocatrice   | P                                  | PT                                 | AV                                 | MV                                 | BV                                 | P      | PT     | AV     | MV     | BV     |
| ------------ | ---------------------------------- | ---------------------------------- | ---------------------------------- | ---------------------------------- | ---------------------------------- | ------ | ------ | ------ | ------ | ------ |
| I. Ashburn   | 17                                 | 22                                 | 0                                  | 0                                  | 22                                 | 17     | 22     | 0      | 0      | 22     |
| L. Barnes    | 17                                 | 15                                 | 1                                  | 0                                  | 14                                 | 17     | 15     | 1      | 0      | 14     |
| G. Civita    | 13                                 | 16                                 | 0                                  | 0                                  | 16                                 | 13     | 16     | 0      | 0      | 16     |
| J. Demps     | 12                                 | 50                                 | 48                                 | 2                                  | 0                                  | 12     | 50     | 48     | 2      | 0      |
| C. Gorum     | 0                                  | 0                                  | 0                                  | 0                                  | 0                                  | 0      | 0      | 0      | 0      | 0      |
| E. Gregorski | 5                                  | 0                                  | 0                                  | 0                                  | 0                                  | 5      | 0      | 0      | 0      | 0      |
| M. Haggerty  | 14                                 | 133                                | 120                                | 6                                  | 7                                  | 14     | 133    | 120    | 6      | 7      |
| M. Hammill   | 7                                  | 2                                  | 1                                  | 1                                  | 0                                  | 7      | 2      | 1      | 1      | 0      |
| D. Hart      | 17                                 | 129                                | 100                                | 29                                 | 0                                  | 17     | 129    | 100    | 29     | 0      |
| S. Hilley    | 16                                 | 44,5                               | 22                                 | 13,5                               | 9                                  | 16     | 44,5   | 22     | 13,5   | 9      |
| D. Kraft     | 16                                 | 27                                 | 21                                 | 1                                  | 5                                  | 16     | 27     | 21     | 1      | 5      |
| G. Loberg    | 16                                 | 172                                | 143                                | 13                                 | 16                                 | 16     | 172    | 143    | 13     | 16     |
| A. MacDonald | 7                                  | 0                                  | 0                                  | 0                                  | 0                                  | 7      | 0      | 0      | 0      | 0      |
| D. Rettke    | 17                                 | 230,5                              | 175                                | 50,5                               | 5                                  | 17     | 230,5  | 175    | 50,5   | 5      |
| D. Robinson  | 17                                 | 181                                | 152                                | 29                                 | 0                                  | 17     | 181    | 152    | 29     | 0      |
| N. Shanahan  | 2                                  | 1                                  | 1                                  | 0                                  | 0                                  | 2      | 1      | 1      | 0      | 0      |
| J. Wohlert   | 1                                  | 0,5                                | 0                                  | 0,5                                | 0                                  | 1      | 0,5    | 0      | 0,5    | 0      |

P = presenze; PT = punti totali; AV = attacchi vincenti; MV = muri vincenti; BV = battute vincenti

NB: I muri singoli valgono una unità di punto, mentre i muri doppi e tripli valgono mezza unità di punto; anche i giocatori nel ruolo di libero sono impegnati al servizio